# Павел Ангелов
Павел Ангелов е български състезател по спортни шейни. Роден на 17 септември 1991 година в Крумовград. Висок е 168 см. и тежи 80 кг.. Начало на кариерата 2006 г. с личен треньор Георги Вергов.

## Успехи
Световно първенство:
- 2013 Ванкувър (Канада): 36-о място

Европейско първенство:
- 2016 Алтенберг (Германия): 27-о място
- 2017 Кьонингс (Германия): 28-о

Световно първенство до 23 г.:
- 2012/13 Уислър (Канада): 9-о място

Световна купа:
- 2011/12, 2014/15: 39-о място
- 2016/17: 47-о място

## Участия на зимни олимпийски игри
| Олимпийски игри            | Място     | Държава    | дисциплина   | класиране |
| -------------------------- | --------- | ---------- | ------------ | --------- |
| Зимни олимпийски игри 2018 | Пьонгчанг | Южна Корея | индивидуално | 37        |
| Зимни олимпийски игри 2022 | Пекин     | Китай      | индивидуално | 28        |